# Atentado do Hotel King David

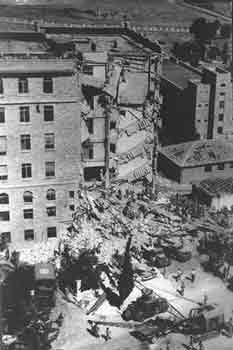
O Hotel King David, após o ataque levado acabo pelo Irgun

O atentado do Hotel King David foi um ataque à bomba ao referido hotel na cidade de Jerusalém, ocorrido a 22 de julho de 1946, na região do Mandato Britânico da Palestina, tendo como perpetradores os membros de uma organização armada sionista que lutava pela criação do Estado de Israel denominada Irgun (diminutivo de Irgun Zvai Leumi, Organização Militar Nacional). O hotel servia de residência dos familiares de funcionários do governo britânico na Palestina. O ataque foi organizado por Menachem Begin, que mais tarde foi primeiro-ministro de Israel por dois mandatos. Resultou na morte de 91 pessoas (28 britânicos, 41 árabes, 17 judeus e 5 outros mortos) e ferimentos graves em outras 45 pessoas.

## O local
O Hotel King David era um hotel de luxo de sete andares, situado a oeste da zona da Cidade Antiga de Jerusalém, e sediava quase toda a administração do mandato da Palestina, atribuído pela Sociedade das Nações ao Reino Unido. 
A ala sul do Hotel King David de Jerusalém foi ocupada para receber as instituições centrais do governo britânico, o quartel-general do exército e o governo civil. Foram construídos ninhos de metralhadoras em numerosos pontos. Soldados, policiais e detetives montavam uma estreita e constante vigilância no edifício onde estavam os governantes ingleses que administravam a região da Palestina.
O Etzel submeteu seu plano ao comandante do Tnuat Hameri, que não aceitou, mas tampouco o descartou. Apenas disseram que aquele não era o momento. Em 29 de junho de 1946, os ingleses ocuparam as oficinas da Agência Judaica e isto incentivou o Etzel a colocar em ação o plano de atacar o hotel, já que na Agência Judaica havia documentos importantíssimos e secretos, que revelavam nomes de membros da Haganá. Eles tiveram que revisar o plano e acertar todos os detalhes.
Entrariam pelo subsolo com explosivos em garrafas de leite.
Esta operação foi chamada de Malonchick, já que foi a palavra-chave que utilizaram, sua tradução é “malon” (hotel) e “chick” (pequeno).
A operação ocorre no dia 22 de julho de 1946. Um homem entrou no Hotel segurando explosivos disfarçados de caixas de leite, e colocou os explosivos na cozinha.
Os telefonemas foram realizados às 12:10. A telefonista do Etzel ligou para o Hotel King David e disse que haviam sido colocados explosivos no hotel e que não demorariam a explodir.  
Depois ela ligou para o escritório do Jornal Jerusalém Post e avisou das bombas. A terceira e última advertência foi ao consulado francês, aconselhando que abrissem as janelas para prevenir os efeitos da explosão. Os funcionários confirmaram depois que receberam o aviso. Abriram as janelas de par em par e o edifício do consulado não sofreu danos. Os interesses sionistas do Irgun salvaguardaram a identidade das milícias paramilitares judias.
A hora chegou de repente. Jerusalém estremeceu. A explosão fere de morte maioritariamente pessoas que se encontravam nas imediações ao hotel. As garrafas tomaram todo o piso da ala sul, desde o subsolo até o teto. Entre mortos e feridos, houve 200 vítimas, não somente britânicos, mas também estrangeiros e judeus.

## Homenagens
Em 1995 a Câmara Municipal de Jerusalém decidiu dar o nome "Gal" a uma avenida, em homenagem a Joshua "Gal" Goldschmidt, um dos homens que planejou esse ataque que vitimou 200 pessoas, das quais 95 morreram. 
Em julho de 2006, o antigo primeiro-ministro Benjamin Netanyahu e outros políticos da direita israelense participaram da celebração do sexagésimo aniversário do atentado. O grupo colocou uma placa comemorativa no hotel, em homenagem ao Irgun. O acontecimento gerou descontentamento por parte do Reino Unido, cujo embaixador em Israel lamentou o fato de o município ter autorizado a colocação da placa, pois imaginava que o evento de 1946 fora um ato de terrorismo.